# 周润发
周潤發，SBS（1955年5月18日—），香港男演員及歌手。1970年代於無線電視參演多套電視劇，後來參演電影。憑《英雄本色》、《龍虎風雲》及《阿郎的故事》三度獲得香港電影金像獎最佳男主角，并兩次獲得臺灣金馬獎最佳男主角。他在1976年由當時香港僅次於邵氏和嘉禾的第三大電影公司協利電影發掘簽訂了獨家電影合約。1980年代他與多位女星合作過電視劇和電影，其中與趙雅芝、鄭裕玲和鍾楚紅的螢幕情侶檔令人印象深刻，代表作有電視劇《上海灘》，電影《英雄本色》及《賭神》等，其中與吳宇森導演合作的《喋血雙雄》引發西方關注。他在1990年代初主演的電影皆具高知名度，與成龍和周星馳並駕齊驅，三人被合稱為「雙周一成」。1995年成為香港首批到荷里活發展的演員，出演了《安娜與國王》及《臥虎藏龍》等。

## 早年生平
周潤發籍貫廣東開平，出生於香港南丫島，父親周容允在蜆殼石油公司運輸石油，母親陳麗芳是花農。在「2008年世界傑出華人獎暨美國紐卡索大學榮譽博士」頒獎禮上，陳麗芳獲頒「傑出華人母親獎」。周潤發兄弟姊妹中排行第三，姐姐周聰玲為香港著名攝影師。侄子為何宗祐，專長為武術。
周潤發童年時生活在南丫島和大嶼山，就讀於南丫島公立小學，每天幫助母親拿小吃出售幫補家計。10歲時，舉家搬到九龍區，曾於砵蘭街的勞工子弟民權學校就讀。1966年，當時中國發生“文化大革命”，極左思潮也影響了該校，他媽媽怕兒子和人家一起去鬧事扔石頭，於是就轉到調景嶺的鳴遠小學就讀，11歲的周潤發初次離開媽媽當了兩年寄宿生。之後他在西環的創興書院就讀中學，後期轉到威靈頓英文中學就讀。17歲為幫補家計而輟學（學歷只有中三程度），當過擦鞋工、辦公室助理、郵包搬運工人、酒店服務生、照相機推銷員等。又曾到陳樹渠紀念中學夜校部進修。

## 電視生涯
18歲時，朋友在報紙上看到無綫電視和邵氏兄弟的邵氏電影無線電視藝員訓練班第3期藝員訓練班的招生廣告，被朋友慫恿去應徵，得考官之一的鍾景輝賞識，成功考上。
經過電視台一年訓練後（1973至74年無線電視藝員訓練班第3期藝員訓練班），曾在《啼笑姻緣》、《民間傳奇》等連續劇跑龍套。雖然早於1976年他就演出第一齣電影《投胎人》，並在電視劇《江湖小子》中首度擔任男主角，但直到《大江南北》和《狂潮》等電視連續劇播出後才真正為人熟悉。1979年，他主演的80集長劇《網中人》在播出後大受香港和東南亞觀眾歡迎，使其人氣急升，當中與鄭裕玲的情侶形象備受喜愛，故此其後兩年間播映的《親情》、《火鳳凰》和《鱷魚潭》亦安排兩人繼續扮演情侶。
1980年，電視連續劇《上海灘》讓他成為華人世界的明星，主角「許文強」變得家傳戶曉，與趙雅芝的搭檔亦為人津津樂道。
同樣在1980年，周潤發當時剛拍畢無綫電視劇集《親情》，無綫電視監製招振強安排他當即將開拍的劇集男主角，但此時周潤發卻答應了許鞍華拍《胡越的故事》。根據無綫電視藝員合約，他不能因接拍外面的戲而拒絕公司的電視劇，惟周仍然屬意拍攝《胡越的故事》。無綫電視高層陳慶祥為此與《胡越的故事》的投資人梁占美及其夫人梁李少霞見面，希望以賠償二十多萬元讓電影延期開拍，最終珠城公司沒有答應。周潤發為避開無綫更一度遠走加拿大，寄居好友林嶺東家。該即將開拍的電視劇集後來揭發是《衝擊》。無綫高層劉天賜就此事欲起訴周潤發，後得《胡越的故事》的監製泰迪羅賓出面擺平。周最後與無線和好並拍攝《千王群英會》。
周潤發至今為止最後一部電視劇為1985年無綫電視台慶劇《楊家將》。此後他全身投入電影圈發展。

## 電影事業
周潤發於1976年在電影中首次亮相，在協利電影製作的幾部電影，包括《撈家邪牌姑爺仔》和《入冊》。在1972至1981年間協利電影製作並發行超過100部電影。自 1980年代以來，協利投資了大量房地產還擁有一家電影院。周潤發是申請無綫電視訓練班前被吳協建發掘為演員。吳協建於 1960 年代尾獨資成立協利電影，擔任主席兼董事總經理。他是全部協利電影的製片人，和僱用其他人擔任導演和製作崗位。
周潤發靠這些1970年代在協利的票房，有些多於100萬港元，比他在1980年初的作品包括《血汗金錢》、《江湖檔案》、《灰靈》、《上海灘續集》等電影票房收入還要高。1980年，周潤發在《上海灘》獲得巨大成功後，開始接拍非獨家、小型公司製作的低成本電影。1981年接拍了許鞍華執導的《胡越的故事》，在電影中扮演一名越南華裔青年、飄泊無定，可說是他第一部成功的電影，可惜電影叫好不叫座，因此1980年初，離開協利後，周潤發曾被戲稱為「票房毒藥」。
直到5年後，另一位事業也陷入低潮，原以功夫片知名的導演吳宇森，認為傳統功夫片已走到瓶頸，社會需要新的、有現代氣息的英雄。他集合周潤發、狄龍和張國榮，拍攝了電影《英雄本色》，獲得空前成功，周潤發飾演的角色「Mark哥」深入人心，並首次赢得香港電影金像獎最佳男主角，之後拍了兩部續作《英雄本色II》和《英雄本色III夕阳之歌》。

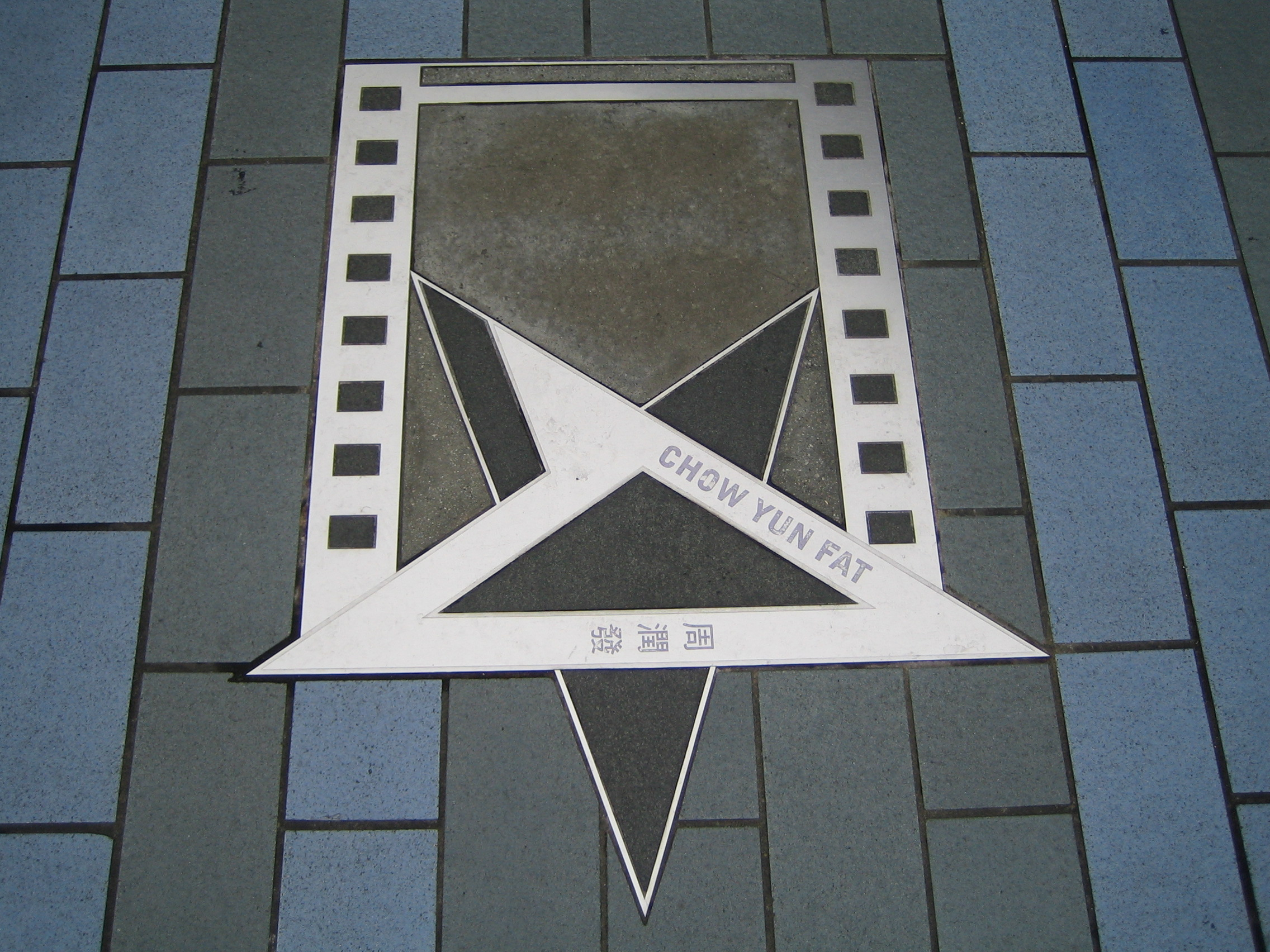
周潤發在香港星光大道上的手印與簽名

隨著《英雄本色》的成功，周潤發又主演了多部黑幫电影如《江湖情》、《英雄好漢》等。其後飾演不同的角色也很成功，其中令人印象深刻的有動作片《喋血双雄》、劇情片《监狱风云》、浪漫小品《秋天的童話》、喜劇片《大丈夫日記》和《八星报喜》、警匪片《龍虎風雲》、賭博片《賭神》系列、剧情片《阿郎的故事》等作品。1990年代與成龍、周星馳被稱為「雙周一成」，直到1995年，他參與了70部電影，且多次贏得金馬獎、香港電影金像獎、和美國電影協會頒發的亞洲傑出演員獎，並被日本影迷票選為最佳電影槍手。
在1995年拍了《和平飯店》之後轉往荷里活發展。在荷里活接下第一部片約前，他花了3年時間學習英語，並且努力瞭解和接受荷里活的工作方式。第一部作品是接拍MTV導演出身的Antoine Fuqua執導的《替身殺手》，惜反應平平。隨後的《安娜與國王》觀眾的焦點也只集中在女主角茱蒂·福斯特身上。2000年他在李安執導的《臥虎藏龍》中饰演李慕白，影片更獲得了奧斯卡最佳外語片等多項殊榮。2006年與鞏俐合演張藝謀執導的古装片《滿城盡帶黃金甲》。
2007年友情演出许鞍华执导的《姨媽的後現代生活》，并参演好莱坞大片《加勒比海盗3》。2010年在历史传记片《孔子：決戰春秋》里飾演孔子，获得香港電影金像獎最佳男主角提名。同年參演好莱坞電影《諜海風雲》。2010年在姜文作品《讓子彈飛》中饰演反派角色黄四郎，口碑与票房皆成功。
2010年代他与王晶再次合作赌博喜劇《賭城風雲》系列，在中国大陸和香港都收获了很好的票房成绩。2018年他演出《無雙》，憑此片入圍第38屆香港電影金像獎最佳男主角。

## 個人生活
周潤發有兩段婚姻，第一段與余安安的婚姻維持了9個月；與来自新加坡的現任妻子陳薈蓮的婚姻超過30年。陳薈蓮曾經在1992年懷孕，女兒臨盆前一個星期，卻因臍帶纏頸致窒息而亡，此後決定不再生育。
周潤發曾經跪拜張家輝為泰拳、功夫和健身教練。

### 嗜好攝影
周潤發自學攝影。閒暇時間會與朋友在港四處攝影、欣賞攝影聯展。
1997年，周潤發的姐姐周聰玲，用化名拿了周潤發拍的三張照片參加香港回歸攝影聯展，其中一幅以蕃茄為全景的照片奪得了三等獎。
2004年12月21日至24日，周潤發與九位攝影愛好者合辦「黑白情懷攝影聯展」，在香港大會堂高座展覽廳裡展出96幅黑白作品，其中包括大井園、老當益壯及漁村等作品，都由周潤發親自沖印。
2008年3月15日，周潤發與國際時尚品牌LV舉辦個人攝影聯展，名為「Moving Pictures」黑白影相展，展出周潤發拍攝的18張精緻作品。周潤發首部個人攝影集《Moving Pictures》也面世，作品包括從影以來台前幕後花絮，以及從中國遠至巴哈馬等地為背景的照片，而發行的1000本收入將撥捐給香港紅十字會作四川賑災用途。
2009年3月10至18日，黃貴權醫生與周潤發合辦攝影聯展，名為「香港印象– Impression：Hong Kong 」，展出超過100幅黑白攝影作品，主題圍繞香港昔日的情懷，並在香港中央圖書館免費開放參觀。而所收到的花籃所得作慈善用途，贈於中聯會為四川災後重建之用。
2010年，周潤發轉用專業的Pentax 645D數碼單鏡反光相機。

### 公共形象
吳孟達是周潤發在演員訓練班的同學。吳孟達曾經嗜賭，並欠債30萬元，問周潤發借錢，但周潤發拒絕，吳孟達曾稱「發仔沒義氣」。吳孟達後來回憶，很感謝周潤發當初不借他錢，不然不會有今天的他。
周潤發公共議題上，被認為敢於評論而不失溫和。休息的時候都會回到香港，會拿著相機與幾位志同道合的朋友去拍風景照，又或是到九龍城街市買菜煮飯，過平凡生活，其親民形象深入民心，有傳媒稱他為“香港之子”。
2004年於香港浸會大學與學生對話。他曾在香港中學會考放榜講座上，批評香港母語教學失敗，笑謂學生應該到前任教育統籌委員會主席梁錦松的辦公室示威，要求他為失敗教育負責。
2007年4月29日，香港皇后碼頭清拆問題引致示威者絕食抗議，4月28日凌晨四時，周潤發到場支持，鼓勵示威者。同年因為天水圍接連發生倫常慘劇，周潤發公開呼籲天水圍應該改名，事後鄉議局主席劉皇發向特首曾蔭權質詢對改名的看法。
2008年，香港雞隻被驗出有禽流感病毒，令雞販生意大受影響，政府一直想推廣冰鮮雞，但市民傳統上覺得即場宰殺的活雞才新鮮。記者到九龍城街市採訪時，遇到周潤發，他以市民身份，接受電視新聞記者採訪，表示冰鮮雞亦很美味，不比即場宰殺的活雞差。
2014年，當雨傘運動氣氛依然緊張時，周潤發斥港府因害怕與中央政府對質，而拒絕和市民學生直接對話，尋求解決方案。
周潤發身價高達54億，曾經說過死後將全數捐出。周潤發淨財富的數字是2018年周潤發的妻子主動告訴各香港媒體，沒有任何第三方估計。
周潤發親民形象一直深植人心，過去曾有不少民眾在街頭遇過他。2023年2月12日參與渣打馬拉松10公里項目成賽事焦點，多人爭相「集郵」與他合照。

### 期望
他曾與香港記者談到他從影最極致的目標就是希望能在代表西方的奧斯卡頒獎典禮上拿到演員獎座的殊榮。接著被記者問道「如果沒拿到奧斯卡會如何？」他則回答「那我所能做的也只能接受並一笑置之……」
他認為「在香港拍了70部電影，只有《英雄本色》是一生難得遇上的好片......在美國1年只拍1部，就算拍20年也只有20部，而我可能再也碰不到另一個《英雄本色》。」
他認為三個自己最喜歡的角色，第一齣選了電視劇《上海灘》的許文強，因為故事簡單，戲分主要是兩個人，他在電視台出身，喜歡做戲；第二是《英雄本色》的Mark哥，這個角色令他的事業攀上高峰；第三是《秋天的童話》的船頭尺，「船頭尺很接近我的生活方式，吊兒郎當呀，我喜歡戲中的生活，比較基層。」

## 音樂作品
周潤發在1980年代末曾嘗試於樂壇發展，并演唱他自己所主演的電影主題曲。1988年推出首張個人黑膠EP《十二分十分吋》即獲得五萬張白金銷量。直到1990年更錄製首張個人大碟《舊情人》。他在樂壇有眾多好友，包括張國榮同張學友。多年後當傳媒問及他當年於樂壇的表現時，他亦打趣道“因為當時已經預感張學友會是未來的歌神，自己才會知難而退，離開樂壇；未曾想他現在竟回過頭來和我一起爭影帝”。

### 個人專輯
| # | 專輯名稱     | 專輯類型 | 發行公司   | 發行日期  | 曲目 |
| - | ------------ | -------- | ---------- | --------- | --- |
| 1 | 十二分十分吋 | EP       | 華納唱片   | 1988年    | 曲目 1. 十二分十分吋 2. 大丈夫日記（葉蒨文、王祖賢合唱）                                                                                    |
| 2 | 飛砂風中轉   | EP       | 新藝寶唱片 | 1989年8月 | 曲目 1. 飛砂風中轉 2. 飛砂風中轉（羅大佑合唱） 3. 飛砂風中轉（純音樂版）                                                                    |
| 3 | 舊情人       | 大碟     | 華納唱片   | 1990年9月 | 曲目 1. 舊情人 2. 為甚麼 3. 無情是我 4. 知足常樂 5. 舊情人（伴唱版） 6. 舊歡如夢 7. 我是誰？ 8. 知足常樂 9. 只嘆一句 10. 舊歡如夢（伴唱版） |

### 現場錄音專輯
| # | 專輯名稱           | 專輯類型 | 發行公司          | 發行日期  | 曲目 |
| - | ------------------ | -------- | ----------------- | --------- | --- |
| 1 | 周潤發現場演唱專輯 | 大碟     | Hup Hup Sdn. Bhd. | 1999年5月 | 曲目 1. 天蠶變 2. 上海灘 3. 網中人 4. 倩影 5. 故鄉的雨 6. 一水隔天涯 7. 相思淚 8. 變色龍 9. 師徒買膏藥 10. 我是痴情無限 |

### 單曲
- 1983年：《無奈》、《個中滋味》（收錄於《寶麗金日曲中詞精選盤VOL 2》合輯）
- 1986年：《夢中情》(林青霞合唱，電影《夢中人》主題曲)（收錄於華納唱片《夢中人》合輯）
- 1988年：《劍合釵圓》(張學友 馮寶寶 黃百鳴 鄭裕玲合唱，電影《八星報喜》歌曲)（收錄於超白金影視新曲與精選合輯）
- 1993年：《原來愛過以後》(葉蒨文合唱)（收錄於葉蒨文《與你又過一天》專輯）
- 1998年：《上海灘》（收錄於《寶麗金煇黃創作精選》合輯）

### 派台歌曲成績
| 派台歌曲四台上榜最高位置 | 派台歌曲四台上榜最高位置 | 派台歌曲四台上榜最高位置 | 派台歌曲四台上榜最高位置 | 派台歌曲四台上榜最高位置 | 派台歌曲四台上榜最高位置 | 派台歌曲四台上榜最高位置                                          |
| ------------------------ | ------------------------ | ------------------------ | ------------------------ | ------------------------ | ------------------------ | ----------------------------------------------------------------- |
| 唱片                     | 歌曲                     | 903                      | RTHK                     | 997                      | TVB                      | 備註                                                              |
| 1986年                   |                          |                          |                          |                          |                          |                                                                   |
|                          | 夢中情                   |                          | /                        |                          | /                        | 與林青霞合唱 電影《夢中人》主題曲                                 |
| 1988年                   |                          |                          |                          |                          |                          |                                                                   |
| 十二分十分吋             | 大丈夫日記               | 4                        | /                        |                          | -                        | 與葉蒨文、王祖賢合唱 電影《大丈夫日記》主題曲                     |
| 十二分十分吋             | 十二分十分吋             | 3                        | /                        |                          | /                        |                                                                   |
| 1989年                   |                          |                          |                          |                          |                          |                                                                   |
| 飛砂風中轉               | 飛砂風中轉               | 6                        | 8                        |                          | -                        | 電影《我在黑社會的日子》主題曲                                    |
| 1990年                   |                          |                          |                          |                          |                          |                                                                   |
| 舊情人                   | 舊情人                   | 5                        | 5                        |                          | -                        | OT：大橋純子 ~ シルエット・ロマンス 同曲曲目：陳秀雯 ~ 映像羅曼史 |
| 1993年                   |                          |                          |                          |                          |                          |                                                                   |
| 與你又過一天             | 原來愛過以後             | 6                        | 15                       |                          | /                        | 與葉蒨文合唱                                                      |

（/）表示未有相關資料

## 廣告代言
| 年 份  | 廣 告 名 稱 | 代 言 地 區 |
| 1977年 | 屈臣氏汽水 （页面存档备份，存于） 與繆騫人、米雪合作 | 香港        |
| 1981年 | Philips 飛利浦彩色電視機 （页面存档备份，存于） | 香港        |
| 1986年 | 代言金冠牌米— 金冠真靚咯！ | 港澳        |
| 1987年 | 周潤發自開始每年為三洋藥品生產的提神飲料「維士比」代言，每年拍攝約三支國語、閩南語交互使用的電視廣告，配合廣告歌與閩南語廣告口號「福氣啦」，成為台灣勞工階層較熟悉之香港明星，與三洋藥品的長期合作維持在台灣人氣不墜。三洋藥品廣告企劃經理林偉仁透露，周潤發和三洋藥品簽約以一年為基礎，每年三支廣告。維士比廣告直到2000年代才換代言人。 | 臺灣        |
| 1987年 | 香港紅十字會宣傳片 (呼籲捐血) （页面存档备份，存于） 鍾楚紅,狄龍,張國榮,林憶蓮,林珊珊,麥潔文,鄭裕玲,呂方,梅艷芳,張衛健,杜德偉,文佩玲,譚詠麟,鍾鎮濤 | 香港        |
| 1988年 | Guy Laroche名錶撲克篇 （页面存档备份，存于） 與楊紫瓊合作 | 香港        |
| 1988年 | Guy Laroche名錶槍戰篇 （页面存档备份，存于） 與楊紫瓊合作 | 香港        |
| 1989年 | 代言韓國Milkis飲料。 | 亞洲        |
| 1989年 | Guy Laroche名錶 （页面存档备份，存于） 與李美鳳合作 | 香港        |
| 1990年 | 謝瑞麟珠寶 （页面存档备份，存于） | 香港        |
| 1992年 | 代言鐵達時手錶—「浪漫靈感鐵達時」。周潤發和吳倩蓮合作的經典廣告，至今那句經典名句：「不在乎天長地久，只在乎曾經擁有」，仍讓人津津樂道。這則廣告的創作人是出自周潤發好友鍾楚紅的老公朱家鼎之手。 | 港澳        |
| 1994年 | 易開罐咖啡「舒特濃咖啡」電視廣告 | 臺灣        |
| 1997年 | 代言數碼通手機—「真的承諾之壯志柔情」。周潤發和夏文汐合作的經典廣告，背景音樂由著名歌手張學友演唱的《想和你去吹吹風》。經典廣告詞「為你做的，必定要出色」，並榮獲第四屆香港最高榮譽電視廣告大獎和我最喜愛明星廣告大獎。 | 港澳        |
| 1997年 | 為香港旅遊發展局拍攝「香港好客之道 Be a Good Host」宣傳廣告。 | 港澳        |
| 1997年 | 代言重慶奧妮洗髮 —「百年潤髮」，當年的女主角係江美儀。經典廣告詞「青絲秀髮，緣系百年」在1997年迅速紅遍了全中國，成為無數中國人心中的經典廣告。奧妮化妝品有限公司的「百年潤髮」推出後，年銷售收入升至8.6億元、市場佔有率提升至12.5%，僅次於飄柔。然而2006年2月奧妮最後被浙江納愛斯集團收購。                                              | 中國大陸    |
|        | 與張學友的真的承諾之光影歲月、梁朝偉的真的承諾之浪子雄心是數碼通的真的承諾系列。 | 港澳        |
| 1998年 | 代言數碼通手機—「暴風之戰」。周潤發和李嘉欣合作的三部曲廣告，經典廣告詞「有數碼通，必定有把握」。而王晶也在自導的賭俠1999 之中，模仿廣告片段。 | 港澳        |
| 2000年 | 代言康佳手機 —「傾聽世界的聲音」。然而合約屆滿後康佳手機擅自違規使用周潤發形象，為此周潤發經理人公司索賠六百萬元敗訴。 | 中國大陸    |
| 2002年 | 周潤發代言重慶恆勝摩托 —「英雄本色」。董事長何健女士六赴香港邀請周潤發。1998年至2002年間，恆勝集團的摩托車產銷量，也以每年50%以上的增長率發展，很快進入了中國民營摩托車企業前列。 | 中國大陸    |
| 2004年 | 代言福建斯得雅男裝 —「心平常，自非凡」。 | 中國大陸    |
| 2006年 | 代言斯得雅男裝 —「懂得生活」。 | 中國大陸    |
| 2007年 | 為澳門皇冠酒店作為開幕代言人，並拍攝廣告。 | 港澳        |
| 2010年 | 拍攝「見面·見香港—我的城市我的家」電視公益廣告。 | 港澳        |
| 2012年 | Hugo Boss 首位亞洲代言人。 | 亞洲        |
| 2019年 | 何文田 高銀豪宅樓盤 傲玟。 | 香港        |

## 舞台劇
| 年份                 | 劇名                            | 角色 | 場地           |
| 1992年2月4-8日       | 嬉春酒店 （页面存档备份，存于） |      | 紅磡香港體育館 |
| 1995年               | 花心大丈夫                      |      |                |
| 1998年9月30-10月10日 | 才子亂點俏佳人                  |      | 香港演藝學院   |

## 獲獎榮譽

### 電視
| 年份   | 獎項                               |
| ------ | ---------------------------------- |
| 1976年 | 華僑晚報十大明星金球獎(電視)       |
| 1979年 | 華僑晚報十大明星金球獎(電視)       |
| 1981年 | 華僑晚報十大明星金球獎(電視)       |
| 1982年 | 華僑晚報十大明星金球獎(電視)       |
| 1990年 | 電視先鋒群星會「最佳男主角」       |
|        | 香港電台「聽眾最大懷舊人物」       |
| 1991年 | 壹電視大獎「十大電視男藝人」第五位 |
| 1992年 | 壹電視大獎「十大電視藝人」第一位   |

### 電影
| 年份   | 獎項                     | 影片                |
| ------ | ------------------------ | ------------------- |
| 1985年 | 第30屆亞太影展最佳男演員 | 《等待黎明》-葉劍飛 |

| 年份   | 頒獎典禮     | 獎項       | 影片                         | 結果 |
| ------ | ------------ | ---------- | ---------------------------- | ---- |
| 1985年 | 第22屆金馬獎 | 最佳男主角 | 《等待黎明》-葉劍飛          | 獲獎 |
| 1986年 | 第23屆金馬獎 | 最佳男主角 | 《英雄本色》-小馬哥/ Mark 哥 | 提名 |
| 1987年 | 第24屆金馬獎 | 最佳男主角 | 《秋天的童話》-船頭尺        | 獲獎 |

| 年份   | 頒獎典禮             | 獎項       | 影片                         | 結果 |
| ------ | -------------------- | ---------- | ---------------------------- | ---- |
| 1985年 | 第4屆香港電影金像獎  | 最佳男主角 | 《等待黎明》-葉劍飛          | 提名 |
| 1986年 | 第5屆香港電影金像獎  | 最佳男主角 | 《女人心》-戴曆              | 提名 |
| 1987年 | 第6屆香港電影金像獎  | 最佳男主角 | 《英雄本色》-小馬哥/ Mark 哥 | 獲獎 |
| 1987年 | 第6屆香港電影金像獎  | 最佳男配角 | 《地下情》-藍振強            | 提名 |
| 1988年 | 第7屆香港電影金像獎  | 最佳男主角 | 《龍虎風雲》-高秋            | 獲獎 |
| 1988年 | 第7屆香港電影金像獎  | 最佳男主角 | 《秋天的童話》-船頭尺        | 提名 |
| 1988年 | 第7屆香港電影金像獎  | 最佳男主角 | 《監獄風雲》-鍾天正（阿正）  | 提名 |
| 1990年 | 第9屆香港電影金像獎  | 最佳男主角 | 《阿郎的故事》-阿郎          | 獲獎 |
| 1990年 | 第9屆香港電影金像獎  | 最佳男主角 | 《賭神》-高進                | 提名 |
| 1992年 | 第11屆香港電影金像獎 | 最佳男主角 | 《縱橫四海》-砵仔糕          | 提名 |
| 1995年 | 第14屆香港電影金像獎 | 最佳男主角 | 《花旗少林》-張正            | 提名 |
| 1996年 | 第15屆香港電影金像獎 | 最佳男主角 | 《和平飯店》-殺人王          | 提名 |
| 2001年 | 第19屆香港電影金像獎 | 最佳男主角 | 《臥虎藏龍》-李慕白          | 提名 |
| 2007年 | 第26屆香港電影金像獎 | 最佳男主角 | 《滿城盡帶黃金甲》-大王      | 提名 |
| 2008年 | 第28屆香港電影金像獎 | 最佳男配角 | 《姨媽的后現代生活》-潘知常  | 提名 |
| 2011年 | 第30屆香港電影金像獎 | 最佳男主角 | 《孔子：決戰春秋》-孔子      | 提名 |
| 2019年 | 第38屆香港電影金像獎 | 最佳男主角 | 《無雙》-吳志輝/吳復生       | 提名 |

| 年份   | 獎項                                         | 影片                      |
| ------ | -------------------------------------------- | ------------------------- |
| 1995年 | 第一屆美國亞裔藝術基金會「金環獎」最佳男主角 |                           |
| 2000年 | 第一屆「亞美影視獎」最佳男主角               | 《安娜與國王》-暹羅孟固王 |
| 2001年 | 第二屆「亞美影視獎」最佳男主角               | 《臥虎藏龍》-李慕白       |
| 2018年 | 第十四屆中美電影節「金天使獎」最佳男主角     | 《無雙》                  |

| 年份   | 獎項                                 |
| ------ | ------------------------------------ |
| 1999年 | 香港演藝學院授予「榮譽院士」         |
| 2001年 | 香港城市大學授予「榮譽文學博士學位」 |
| 2021年 | 香港浸会大學授予「榮譽人文博士」     |

| 年份   | 獎項 |
| ------ | --- |
| 1997年 | 新加坡亞太電影博覽會「跨越年代成就獎」(CineAsia)                                                             |
| 2000年 | 法國杜維爾電影節「終身成就獎」(Deauville Festival of American Film)                                          |
| 2007年 | AZN 亞洲卓越大獎「終身成就獎」（AZN Asian Excellence Awards）                                                |
| 2023年 | 韓國第28屆釜山影展「亞洲電影人獎」（28th BUSAN International Film Festival The Asian Filmmaker of the Year） |

### 奥斯卡金像獎嘉賓
| 年份   | 頒獎典禮                       |
| ------ | ------------------------------ |
| 2000年 | 第72屆「最佳音效剪輯」頒獎嘉賓 |
| 2001年 | 第73屆「最佳視覺效果」頒獎嘉賓 |

### 音樂
| 年份   | 獎項                                  |
| ------ | ------------------------------------- |
| 1988年 | 香港商業電台「叱吒樂壇Very Nice大獎」 |

### 其他榮譽
| 年份   | 獎項                                                                                  |
| ------ | ------------------------------------------------------------------------------------- |
| 1993年 | 《洛杉磯時報》評為「世上最酷的演員」                                                  |
| 1999年 | 洛杉磯中國城「中央廣場」留下手印                                                      |
| 1999年 | 《時人雜誌》選為「最性感的動作明星」                                                  |
| 2001年 | 《時人雜誌》選為 「全球最美麗的五十人」                                               |
| 2001年 | 《時代雜誌》選為「地球名人英雄」，推廣世界野生動物基金(WWF)                           |
| 2001年 | 香港郵政第一任「我的祝願」集郵大使                                                    |
| 2003年 | 香港特別行政區授予「銀紫荊星章」                                                      |
| 2003年 | 周潤發故事入香港中學教材，啟思中國語文「大器晚成周潤發」                              |
| 2004年 | 香港大學民意調查「2004香港娛樂圈大民調」港人最受歡迎演員之首                          |
| 2005年 | 香港紅十字會「人道人人道」宣傳大使                                                    |
| 2005年 | 香港影視娛樂博覽會「最難忘電影角色獎」                                                |
| 2007年 | 漁農自然護理署「濕地保育大使」                                                        |
| 2018年 | 楊光宇先生以周潤發（Chowyunfat）命名28980號小行星，表揚周潤發為粵語電影做出了巨大貢獻 |
| 2023年 | 第28届釜山电影节“亚洲电影人”奖                                                        |

## 書籍
| 年份       | 書名                                                    | 編著       | 出版                 | ISBN               |
| ---------- | ------------------------------------------------------- | ---------- | -------------------- | ------------------ |
| 1990年11月 | 周潤發現象（香港）                                      | 周華山     | 青山文化事業有限公司 |                    |
| 1991年     | 影帝周潤發                                              | 鶴年       | 中國國際廣播出版社   | ISBN 9787507802658 |
| 1992年5月  | 巨星快報4 英雄本色周潤發（台灣） （页面存档备份，存于） | 鄺小燕     | 晨星出版社           |                    |
| 1993年4月  | 發仔 香港的傳奇 影魔周潤發傳奇                          | 闡為       | 江蘇文藝出版社       | ISBN 9787539904795 |
| 1998年5月  | 浪漫騎士周潤發（页面存档备份，存于）                    | 王蕾       | 中國電影出版社       | ISBN 9787106013196 |
| 1999年12月 | 周潤發傳奇                                              | 麥客       | 時代文藝出版社       | ISBN 9787538712896 |
| 2005年5月  | 周潤發畫傳                                              | 何躍青     | 金城出版社           | ISBN 9787800847202 |
| 2005年7月  | 周潤發畫傳                                              | 孟醒石     | 華文出版社           | ISBN 9787507518610 |
| 2005年7月  | 周潤發私家相冊                                          | 龐貝，正翔 | 作家出版社           | ISBN 9787506333054 |
| 2006年12月 | 飛揚與落寞 周潤發的英雄本色                             | 昳蓮       | 東方出版社           | ISBN 9787506026529 |